# Mięsień ES9
Mięsień ES9, mięsień 83 – mięsień występujący w prosomie skorpionów.
Wchodzi w skład mięśni endoszkieletu prosomy. Jego początkowa część przyczepiona jest do tylnego grzbietowego wyrostka endosternitu, razem z ES8. Przebiega tylno-bocznie, przechodzi przez diafragmę między ES6 i ES7, przylegając do tylnej powierzchni mięśnia L3-4. Miejscem przyczepu jego części końcowej jest przednio-boczna krawędź dziewiątego segmentu zagębowego.
Może nawiązywać do tylnego skośnego suspensora (ang. posterior oblique suspensor) ósmego segmentu zagębowego.